# たまゆら (アニメ)
『たまゆら』は、日本のアニメ作品。原案・監督は佐藤順一。2010年11月から12月にかけて『たまゆら』が全2巻のOVAで発売された。翌年にはテレビアニメとして第1期『たまゆら〜hitotose〜』が2011年10月から12月にかけて放送され、第2期『たまゆら〜もあぐれっしぶ〜』が2013年7月から9月にかけてそれぞれ放送された。その後、「完結編4部作」構成の『たまゆら〜卒業写真〜』の第1部が2015年4月にODS（非映画コンテンツ）（2週間劇場公開）として劇場公開され、最終第4部は当初公開予定であった2016年2月20日から同年4月2日に延期されつつも公開され完結した。

## 概要

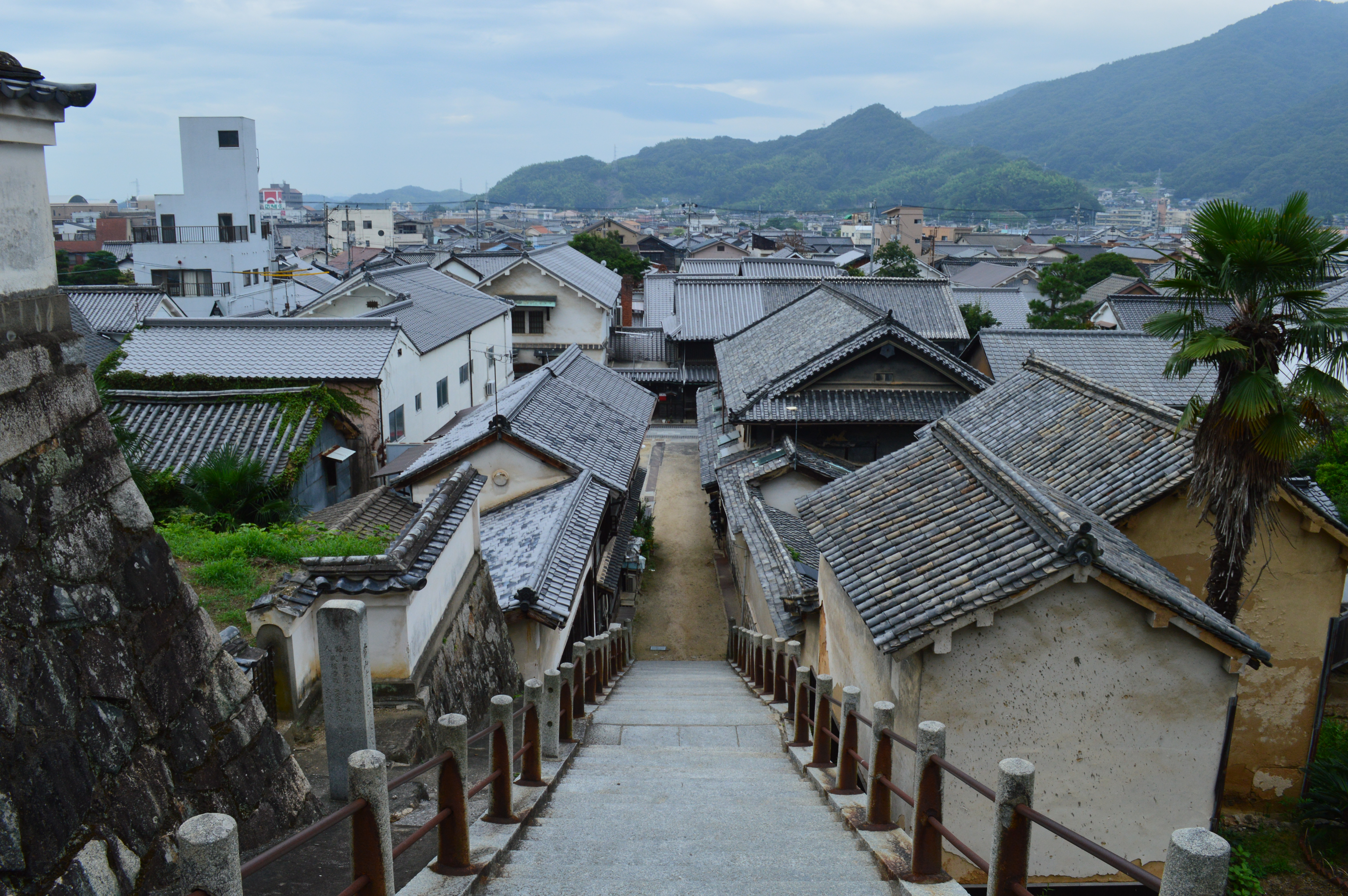
西方寺の石段から西方向を望む

瀬戸内の広島県竹原市を主な舞台として、写真好きの女子高校生である沢渡楓とその友達が、それぞれのまだおぼろげな「夢」を追いかける物語である。本作は佐藤順一をはじめ、『ARIA』のスタッフが中心となって製作されている。
OVA『たまゆら』が2010年11月26日と12月23日に全4話の全2巻で発売された。1話約15分で、1巻に2話ずつ収録。キャッチコピーは「いつか想い出になっていく、だけど消えたりしないよ、ずっとね。」。テレビアニメ第1期『hitotose』の第1話と第2話の間の話となる。このOVAの発売に先駆けて、AT-Xやアニメワンで先行放送・先行配信された。
テレビアニメ第1期が『たまゆら〜hitotose〜』（たまゆら ひととせ）のタイトルで2011年10月から12月まで全12話で放送された。キャッチコピーは「待っていてくれるのは、暖かな笑顔と、おかえりなさい。」。AT-X・tvk・TOKYO MX放送分のみ、提供読みは本作の主要キャラクターが担当している。また、終了時の提供画面にはENDのテロップが入っており、事実上これがエンドカードとなっている。DVD&BD第7巻にはテレビシリーズ時未放送の第5.5話が収録された。
2012年3月7日にNHKの報道番組『クローズアップ現代』で、アニメの聖地巡礼の特集を放送した際（題は「激変 アニメ産業 聖地巡礼の謎」）に本作が取り上げられ、番組冒頭のタイトルコールとして使用された。
2012年3月25日に東京劇場（東劇）で行われたイベントにおいてアニメーション第2期の製作が発表され、2013年4月14日に東京ドームシティホールで行われたイベントにおいてタイトルが『たまゆら〜もあぐれっしぶ〜』となることが発表された。2013年7月から9月まで全12話で放送された。キャッチコピーは「あなたの笑顔が一番のありがとうなので」。こちらは提供画面とエンドカードが別々になっている。2014年6月7日には第2期のOVAが発売された。
2014年8月3日に日比谷公会堂で行われたイベントにおいて2015年春に完結編4部作が劇場公開されることが発表された。また、同年12月17日には完結編のタイトルが『たまゆら〜卒業写真〜』であることと、第1部のタイトルが「芽-きざし-」であることが公式ホームページ上で発表された。ODS（非映画コンテンツ）として、第1部「芽-きざし-」は2015年4月4日、第2部は8月29日、第3部は11月28日、第4部は2016年4月2日（当初予定は2月20日）より2週間限定で劇場上映と劇場限定版BDが発売。また、劇場公開前週に製作に名前を連ねているAT-Xで前作を放送している。配給は松竹メディア事業部。2015年5月8日より通常版BD・DVDが発売。キャッチコピーは「みんなの笑い声、あたたかな町、なにもかもが大好きだった」（第1部）「わたしたちの高校最後の夏が過ぎていく―」（第2部）「少しづつ少しづつ いつのまにか変わっていく あたりまえだった毎日」（第3部）「いつか想い出になっていく だけど消えたりしないよ ずっとずっとね。」（第4部）「次の春、私たちは卒業する―」（4部作共通）。
随所に瀬戸内や竹原の実在する場所が登場するが、主人公たちの通う学校は「竹原南高校」という架空の高校となっている。
2015年1月24日の『出没!アド街ック天国』の竹原市の特集で、本作が13位で紹介された（その際、上記にある完結編第1部の一部映像や紹介も放送された）。

## あらすじ

### OVA第1作 / テレビアニメ第1作
汐入に住む沢渡楓は、高校進学を機に父を亡くしてから疎遠になっていた竹原への引越を決める。そこで楓はかつてよく竹原に来ていたころに遊んだ塙かおると再会し、岡崎のりえ、桜田麻音とも友達になる。4人は竹原南高校に入学する。そこで楓は憧れている写真家の志保美りほと会ったり、汐入で仲の良かった三次ちひろと再会したり、父の死によって果たされなかった花火大会や憧憬の路での約束を果たしたりする。しかし「自らには他の3人にあるような目立ったとりえがない」と考えたかおるの提案で、「私たち展」を旧笠井邸で開くことになり、またその予行演習として麻音は憧れていた乙女座の舞台に立つことになる。

### テレビアニメ第2作
4人は進級し、堂郷和太郎の協力を得て楓は写真部を創部する。そこに声をかけたのは憧憬の路で楓の写真を撮り、賞をとった三谷かなえだった。写真部は楓とかなえ、そして楓を支援する3人が集まる「ぽって部」を合わせた5人で活動する。楓は、父の訪れた場所を訪ね、父の残した足跡を辿る。また5人とかおるの姉の塙さよみは横須賀に行き、ちひろとその友人のともちゃんに会う。しかしかなえは受験のため、私たち展を最後に部活を引退する。その後かなえは大学に合格し、高校を卒業した。

### OVA完結編
第1部 芽（きざし）
4人は高校3年生になり、新しく進藤巧美と前川すずねの2人が写真部に入部する。しかし4人はまだ自分たちの進路については想いを膨らませてはいるものの不確定なままだった。そんな中楓は志保美が竹原を去るという話を耳にする。志保美の話を聞いた楓は、「写真に関わる仕事」という夢を固めていく。
第2部 響（ひびき）
一学期後半のある日、のりえは突然スイーツの封印を宣言する。それは兄に自分が本気でスイーツで生きていきたいと思っていないのではないかと指摘され、ショックを受けたからであった。意地を張るのりえに対し、楓たちは「のりえちゃんスイーツ食べ納め会」を開くことを提案する。スイーツを食べたみんなや兄の感想を聞いたのりえは再びスイーツの道を目指すことを決意する。
一方、かおるは地域奉仕や和太郎とちもの結婚式の手伝いなどの仕事に追われ、自分の進路について考える時間を持てずにいた。将来は漠然と香りに関わる仕事をしたいと思っていたが、それは趣味の範疇にあることに気づく。結婚式の準備の手伝いをしたり、マエストロが記念写真を撮っていた結婚式を見たりするうち、「人を幸せにする仕事」に就きたいと思うようになり、ウェディングプランナーになることに決めた。
第3部 憧（あこがれ）
4人は進路も決まり、将来を楽しみにする。しかし三者面談で、麻音の父は麻音に「のどか亭」を継がせないと発言し、麻音と喧嘩になる。父と話し合うために4人が大崎下島ののどか亭を訪れると、父が骨折していた。のどか亭に多額の借金があると思い、将来を心配した麻音は経済学を学びたいと言い出す。しかし麻音の心配は杞憂に終わった。
竹原に「憧憬の道」の季節が訪れる。しかし楓のカメラは画像が白くなる現象が続き、カメラが直らないまま点灯時間を迎えてしまう。また、楓は来年からみんなで憧憬の道を見られなくなるのではないか、また写真を撮らなければ思い出にも残らないのではないかと恐れる。そんな楓に対し、かおる達は思い出は消えないということを伝えて励ました。
第4部　朝（あした）
楓のカメラが修理されて戻ってきた。しかし、マエストロは楓に次に壊れたらもう直せないかもしれないと伝える。それを聞いた後、楓は家に帰り、写真について勉強するため東京の大学に進学することを珠恵に伝える。
年が明けて受験が近づき、楓は受験のため汐入のちひろの家に向かう。その時、ちひろが「泣き虫を卒業する」と言うと、ちひろが涙もろかったおかげで自分が泣かずに済んだので感謝していると伝えた。学科試験と面接を終え、楓は志保美のフォトスタジオ「遊」へ行く。そこで、大学に進学したら志保美の部屋に住むことを決める。
卒業式の日を迎え、4人は卒業証書を受け取る。その後、みんな無事第一志望に合格した。
その後ちひろたちが竹原に来て、一緒に朝日山に登った時、再びカメラは壊れてしまう。山を下りてマエストロに修理を依頼するが、マエストロは修理ができないと伝える。その時、マエストロは写真館に楓あての荷物が届いたことを伝える。それは夏目が送った新しいカメラだった。楓は巧美から説明を受け、デジタルカメラで再び写真を撮り始める。
楓が竹原を後にする日が近づく。楓は朝早いので見送りの提案は断った。そのため、他のみんなは和馬の桜の木の下に集まり、楓の乗った電車に声をかけて別れを告げた。東京で楓が志保美と新しい生活を始めたところで、物語は幕を閉じる。

## 登場人物

### 主要人物
沢渡 楓（さわたり ふう）
声 - 竹達彩奈
本作の主人公。竹原南高校在籍。OVA第1作および『hitotose』では高校一年生、『もあぐれっしぶ』では高校二年生。1995年7月28日生まれ。身長145cm。
髪型はショートカット。中学生時にツインテールにしていた時期があったが受験の直前に「心機一転なので」と切っている。
中学を卒業するのを機に、亡くなった父親が育った町であり、よく遊びに連れていってもらった竹原の高校に行きたいと決心し、生まれ故郷の神奈川県横須賀市の汐入から家族全員で竹原に引っ越してきた。
父親は5年前に他界しており、父親の形見のカメラ・ローライ35Sで写真を撮るのが趣味。実際に将来は写真家になることを考えている。
父親の死後しばらくは父親のことを思い出すと悲しくなるため、父親の形見であるカメラとアルバムを母親に頼み、押し入れの中にある引き出しの奥にしまってもらっていたが、彼女が中学生のある日、帰宅すると弟の香がそれを偶然みつけ、楽しそうに観賞していたのを見て悲しみを克服し、母親からカメラを譲り受けている。
彼女の撮影する写真には「たまゆら」と呼ばれる白い光が映り込むことがある。
子供の頃に、かおる、さよみの姉妹と初めて会った日に、さよみが楓の歩く様子に「ぽって、ぽって…」と擬音をあて、そこから「ぽって」というあだ名をつけた。以後、竹原でのほとんどの友人達にはそう呼ばれている。ただし、汐入時代からの親友であるちひろには「ふうにょん」と呼ばれ、弟の香には「楓ちゃん」、りほからは「沢渡さん」と呼ばれている。ちなみに、楓と言う名前の由来は風に揺れる木漏れ日が大好きだった父親が、木と柔らかい風が描き出す暖かな木漏れ日をイメージして付けた。と『hitotose』5.5話にて明らかになる。
性格はほんわかとしているが、初対面の人と接するのが苦手でよく赤面し、あたふたする。また、語尾に「なので」をつける口癖があり、この口癖（「ので」）は父親譲りであることが『もあぐれっしぶ』第6話で発覚する。
『もあぐれっしぶ』では高校に写真部を発足させ、写真部部長となった。アニメの中では2014年3月1日に卒業式をおこなっている。
塙 かおる（はなわ かおる）
声 - 阿澄佳奈
楓の幼馴染み。のりえとは物語当初から友人で、後に麻音とも友達になる。竹原南高校在籍。OVA第1作および『hitotose』では高校一年生、『もあぐれっしぶ』では高校二年生。1995年10月30日生まれ。
髪型はポニーテール。三年生からはボブカットにしている。自称「匂いフェチ」であり、様々なポプリを持っている。また、OVA第1作では匂いだけで楓の母親の入れたお茶の種類までも当てている。
幼少の頃の楓が竹原に遊びに来た際に家族ぐるみで知り合った仲で、いつも楓を心配して見守っているが、たまにそんな楓にいたずら心も芽生える。楓が父の死をきっかけに竹原に来なくなった後もずっと心配しており、その死を乗り越えて竹原の高校を受験しに来た楓を最初に出迎えた人物でもある。
楓には「かおちゃん」、のりえには「かおたん」と呼ばれているが、本人は「かおたん」と呼ばれるのを気に入っておらず、そう呼ばれると「かおたん言うな」と返す。また、姉のさよみからはかおるちゃんと呼ばれている。
物事に関して「合格」「不合格」と判定するのが口癖。
『hitotose』第6話で幼少時代の楓と遭遇するシーンがあるが、お互い相手を覚えていない様子。
ラジオドラマでの設定
のりえとも幼馴染み。甘いものには目がなく、出されると基本的に自制がきかない。小学生の頃、のりえの家で出されるお菓子が原因で「超ヤバめにふくらんでいた」（本人談）ことがある。
岡崎 のりえ（おかざき のりえ）
声 - 井口裕香
かおると麻音の友人で、後に楓とも友達になる。竹原南高校在籍。OVA第1作および『hitotose』では高校一年生、『もあぐれっしぶ』では高校二年生。1995年6月5日生まれ。
髪型はツインテール。やせ型で太らない体質。将来はパティシエになることを夢見ている。当初この夢は本人いわく「成り行き次第で」とのことだったが、話が進むにつれて楓の祖母にスイーツ作りを習うなど真剣さが増している。
とても明るくて喧しい性格でしばしば暴走することもある。かわいいものが大好きで、そういったものを見るとテンションが上がって貧血を起こすこともある。楓の弟の香がお気に入りで、同じく彼のことを気に入っているこまちをライバル視しており、彼女を「こまっしゃくれ」と呼んでいる。
友人を呼ぶ時は名前に「たん」を付けて呼ぶことが多く、楓にはあだ名にプラスして「ぽってたん」などと呼ぶこともある。口癖は言葉の前置きに使う「ざっくり」。
ラジオドラマでの設定
かおるの幼馴染み。小学生の頃に太っていたかおるを「かわいらしさのピーク」と語っており、カロリーが高いスイーツをかおるに提供して「あの頃の萌えかおたん」を戻ってこさせようと目論んでいる。
桜田 麻音（さくらだ まおん）
声 - 儀武ゆう子
のりえの中学時代からの友人で、後に楓とかおるとも友達になる。竹原南高校在籍。OVA第1作および『hitotose』では高校一年生、『もあぐれっしぶ』では高校二年生。
髪型は肩までの黒髪ストレート。幼児の時髪は長かったが中学生の時バッサリ切っておりおかっぱ頭にしていたが、中学三年生から髪を伸ばし現在の黒髪ストレートに至っている。
口下手なためか、感情を口笛で表現する癖があり、のりえだけはその口笛の翻訳ができる模様。オカリナも吹ける。
日の丸写真館に飾られていた楓が撮影した楓の父親の写真を気に入っており、たまたま楓とかおるが日の丸写真館にいた際にそれを見ていた所、楓に声をかけられ、緊張して口笛で写真の感想を述べた所、一緒にいたのりえが翻訳して説明し、それがきっかけで4人が出会っている。
普段は物静かでおっとりとしているが、かなり気紛れで将来の希望がよく変わる。また妄想癖が激しい一面を持っており、『hitotose』第9話では、志麻子が片思いの相手に振られた理由を壮大に妄想し、志麻子本人に怒られている。
実家は大崎下島で「のどか亭」と言う旅館を営んでおり、竹原のアパートでほぼ1人暮らしをしている。『hitotose』第4話で、夏休みには実家に帰り旅館を手伝っていることがわかる。
『hitotose』第6話では幼少時に、大崎下島の歴史の見える丘公園で楓とは直接会話をし、のりえ、かおるともたまたま遭遇して面識があったものの、お互いにそのことを覚えていないようである。
『hitotose』第11話では大崎下島のおとめ座にて自作の朗読劇を披露している。また、第12話では私達展で朗読劇を再び披露している。その結果は子供にたいへん好評だった。なお、『もあぐれっしぶ』第11話にて再び朗読劇を披露していた。
三谷 かなえ（みたに かなえ）
声 - 茅野愛衣
『もあぐれっしぶ』より登場。竹原南高校在籍。楓たちの学校の先輩で『もあぐれっしぶ』で高校三年生。そのため学年を示す制服のリボンと上履きのラインが緑色。1995年3月26日生まれ。
雑誌の写真コンテストで楓が憧憬の路を訪れた写真を送り、高校生の部で特選を受賞している。楓はこの雑誌（写真）を見てかなえの存在を知り、後に同じ高校の先輩であることが判明して、なんとか同じ写真愛好として親しくなろうとするが、楓に了承もなく写真を撮影し、コンテストに応募していたことに本人は引け目を感じており、内心では楓と親しくなれればと思いつつも、なるべく楓との接触を避けていた。しかし、最後は楓の作った写真部に勇気を出して出向き、楓と打ち解け写真部に入部した。
写真を始めたのは中学生の時。夏休みの自由研究の宿題で、絵や文章が苦手だったため、家にあったコンパクトデジタルカメラ（リコー製）を使い、町の風景を撮影して発表したところ、学校で褒められたため。
撮影に関しては風景の撮影が多く、人物の撮影は人と接することが苦手なため、ほとんどあきらめてしまうか遠くからズームを使っての撮影になる。また、自分の写真を人に見せることに若干抵抗があり、失敗したと思った写真はすぐに削除している。
高校一年生の時に楓のように写真部発足を考えたことがあるが、勇気を出せず断念した過去がある。そのため、楓より学年が上であるが、自分で写真部を作った楓のことを尊敬し、「ぽって部長」と呼んで、話をするときはとても丁寧な口調で話している。また、かおる、のりえ、麻音にも先輩らしい言動を取ることはなく、丁寧な口調で会話をしている。高校三年生であるため、普段は写真撮影の他に受験勉強も行っている。
コンテストで特選を受賞していることから、周囲、特に写真部顧問の下上山から写真撮影が上手いと思われているが、実際に撮影を行うと楓と同じく失敗することが多く、そのことで悩んでいる様子も見せる。
考え事をしすぎると止まらなくなる性格で、要所要所で「ついつい」や「でもでも」などといった同じ言葉を二回繰り返して話す癖がある。
さよみと同じ大学に進学したが、学部は異なる。
愛用しているカメラはペンタックスQ。

### 主要人物の家族
沢渡 香（さわたり こう）
声 - 宮本佳那子
楓の弟。2001年8月31日生まれ。
のりえにして「美少女」と言わしめるほどの可愛らしい少年で、本編中は大抵初見の人には少女と間違えられる。
楓との姉弟仲はとてもよく、また現在でも一緒に入浴することがあるという。
『hitotose』第12話では麻音の朗読劇で、たけのこ妖精・ノコちゃんを演じている。また、『もあぐれっしぶ』第11話にて麻音の朗読劇で、帰って来たたけのこ妖精・ノコちゃんを演じている。
『卒業写真第一部』では中学校に進学し、イラスト部に入部している。
沢渡 珠恵（さわたり たまえ）
声 - 緒方恵美
楓の母親。「cafeたまゆら」を楓の祖母と経営している。
元々は汐入で別の仕事をしていたが、楓が竹原の高校に行くことを決めた際、思い切って家族全員での引越しを決断し、その時の仕事を辞めている。
彼女が淹れたお茶の香りは匂いフェチであるかおるも気に入っている。
若い頃はツーリングクラブに所属していた。なお、その仲間からの台詞で、下の名前が「たまえ」であることが判明し、後に公式サイトで「珠恵」と表記された。
沢渡 和馬（さわたり かずま）
楓の父親。物語上では故人で、楓が小学5年生くらいの頃に亡くなっている。生前は旅行会社に勤務し、旅行の企画立案を行い、実際に現場へ出向く仕事をしていた。
竹原の町を好んでおり、楓や香が長期休暇の時によく連れて行っていた。
楓の使っているカメラ、ローライ35Sの本来の持ち主であり、生前はそのカメラを楓に使わせていたことが多く、楓の行きつけの日の丸写真館の前には楓が幼いころ撮影した彼の写真が飾られている。この写真がきっかけで楓は麻音、のりえと知り合うこととなる。また、楓はこの写真の撮影場所を「お父さんとの思い出の場所」の一つとしているが、彼は生前、休日に幼い楓と香を連れて撮影を兼ねて遊びに出かけていたことが多く、楓自身もこの写真をどこで撮影した物なのか覚えてなく、OVA第1作では、その場所を二度探しに行った結果、竹原市にある朝日山の山頂ではないかということになっている。
どんな人にでも優しく、面倒見のいい人であったようで、生前の彼を知るかおる、さよみの姉妹や昌子などからは「やさしいお父さん」と称されていた。
故人のため、基本的に日の丸写真館に飾られている写真と楓の回想と夢の中でしか登場せず、顔は劇中、意図的に描写されていないが、日の丸写真館に飾られている写真や一部の回想シーン、また楓が彼の誕生日にプレゼントしたコップに描かれている似顔絵から眼鏡をかけていることが確認できる。
高校時代は日の丸写真館の現店主（マエストロ）と望(後述)の親友であり、彼が写真を撮り始めたのは高校時代になってからとマエストロは語っている。なお、眼鏡は高校時代から着用している。
『もあぐれっしぶ』第6話で、楓のように語尾に「ので」とつけることが口癖だったことがわかる。
台詞は一切ないものの、楓の生き方に多大な影響を与え、本作のストーリーの柱ともなっている重要な人物である。『hitotose』5.5話にて、楓の祖父から彼の名前は「かずま」であることが判明し、後に『もあぐれっしぶ』第5話で「和馬」と表記されたプレートが登場する。
楓の祖母
声 - 松尾佳子
竹原市内で「cafeたまゆら」を経営している楓の母方の祖母。店で出すスイーツを作ったりしている。
彼女の作るスイーツの味はパティシエを目指すのりえも「名人」と絶賛するほど。また、外見も可愛らしく、ここものりえの萌え対象となっている。
楓の写真が好きで、店内には楓の写真をいくつも飾っており、例え楓が失敗作だと言った写真でも「楓らしくて好き」と評価している。
ドラマCDではちもとスイーツ勝負をする話がある。
楓の祖父
声 - 稲葉実
大崎下島に住む楓の父方の祖父。言動が楓によく似ており、一目見ると楓の祖父であることが非常によくわかる。
『hitotose』第4話で楓いわく、「お父さんとちょっと似ている」と評している。
塙 さよみ（はなわ さよみ）
声 - 大原さやか
かおるの姉。大学生。楓と幼馴染みで（出会ったのはかおると同時）、楓に「ぽって」というあだ名をつけた張本人。楓やかおるの通う竹原南高校の卒業生でもある。
彼女が撮る写真は決定的瞬間が多く、かおるいわく、自称「シャッターチャンスハンター」。しかし狙っているわけではなく、シャッターを切ると勝手にチャンスが飛び込んでくるタイプ。
しかも趣味は写真撮影ではなく「プチ秘境探検」。しかし、プチと付くものの、秘境は秘境であるため、基本的に目的地に着くには危険な場所や長い道のりが多い。プチ秘境探検を続けた結果、「最近、瀬戸内の風景に詳しい」と勝手に自負している。
バイタリティあふれる女性だが、遅刻をしたり目的地を間違えたりと様々な面でルーズ（しかも悪びれない）。突拍子もない行動をよく取り、天真爛漫な性格だが、根は優しく、父の死を機に竹原に来なくなった楓のことをかおるに劣らず心配していた。楓からも「さよみお姉ちゃん」と呼ばれ信頼されている。
車の運転技術は壊滅的で、山道を行こうものなら車は絶叫マシンと化し、『hitotose』第12話では凍結した路面で車をスリップさせ路肩に落ちかけるハプニングもあった。そして、『もあぐれっしぶ』第5話では本人いわく「車が飛んだ」という理由で故障し、その修理代のためにアルバイトを始めた。愛車は、2代目マツダ・プレマシー。
そのため、基本的に楓たちが彼女に呼び出しを受けると悲惨な目に合うのがこの作品のお約束となっている。
たまゆらシリーズ監督の佐藤順一によると、さよみの行動の多くは監督の体験談が元であることを『たまゆらじお〜hitotose〜』第7回にて明らかにしている。
かおるの母
声 - 大門真紀
塙姉妹の母。楓が子供の頃に、「cafeたまゆら」で楓と香に姉妹を引き合わせた。
かおるの父
声 - 野島昭生
塙姉妹の父。憧憬の路などの行事を手伝っている。『hitotose』第12話で、かおるの作るポプリをポプラと間違え姉妹にダメ出しを受けた。
麻音の両親
声 - 古川登志夫（父）、平野文（母）
麻音の両親。大崎下島で旅館「のどか亭」を営んでいる。
父は麻音のことになると涙もろい一面がある。
のりえに、麻音に旅館を継がせるのかと迫られたことがあったが、二人とも麻音には将来自分のなりたいような大人になってほしいと願っていた。
麻音本人は嫌がっているにも関わらず、旅館に人を集め「ミニ朗読会 〜麻音物語〜」と表し、麻音の幼いころの話（麻音にとっては恥ずかしい話）を夫婦で語っている。

### その他の人物
志保美 りほ（しほみ りほ）
声 - 葉月絵理乃
楓があこがれている写真家。
空の写真をメインに撮影し、写真集も出版しているが、かつてはタンポポをメインとした写真を撮影していた。
楓の写真を「初めてなのに懐かしい」「今の自分ではもう撮ることのできない写真」と評価している。
楓が持っている行き先の書かれていない切符は、元々彼女が学生時代に「いつか行き先を決めなければいけない時が来るまでは、その切符のように行き先が決まっていなくても構わない」という意味を込めて先生からもらったものを同じ意図で楓に贈ったものである。
後に「cafeたまゆら」を訪れ、一時は写真から離れていたことを楓に話す。
東京都在住だが自身の写真展や楓に会いに広島、竹原に何度か来ており、『hitotose』第7話で憧憬の路を撮影するため竹原を訪れ、その後ちもと意気投合し、ほぼろで世話になり、そのまま竹原に残っている。ただし、竹原に多い地名の「下（しも）」や「上（かみ）」をよく間違える。
『卒業写真 第一部』にて、竹原を離れることを楓達に伝えている。
『卒業写真 第四部』にて、楓と同居するようになる。
使用しているカメラはNikonの一眼レフD700。
マエストロ
声 - 中田譲治
楓の行きつけの写真館「日の丸写真館」の店主。キャラクター名は楓が「マエストロ」と呼んでいるため。若い女性に甘い面が強いため、かおるには「エロ親父」と認識されている。
楓の写真を現像したり、カメラの修理もしている。現像した写真を見て、「楓ちゃんの写真は心が引き寄せられ、現像していても楽しい」と評している。また、近所のカフェでメニュー用写真を撮影する仕事などもしている。
朝日山を絶景スポットとして気に入っており、まなみと志麻子を案内してきた。駐車場の位置など、少なくとも朝日山に関してはさよみよりよく知っている。
『もあぐれっしぶ』第2話で楓の父親の和馬とは高校時代の同級生であり、楓のかおる、のりえ、麻音のように他の友人とグループで非常に親しい友人関係であったことがわかる。なお、写真館は家庭が代々続けてきた物であり、父親から継いで店主となっている。
八色 ちも（やくさ ちも）
声 - 松来未祐
お好み焼き屋「ほぼろ」を経営する女性。広島弁で話す。周囲からは「ほぼろさん」と呼ばれているが、これは通称。本名が明らかになる前だった『hitotose』第7話では楓たちが「ちもさん」と呼ぶ場面が存在する。そして『hitotose』第8話で苗字が八色（やくさ）であることが明かされる。フルネームが明らかになるまでは「ほぼろ店主」とクレジットされていた。
特製のお好み焼き「ほぼろ焼き」が名物で、それが目当てのリピーター客も多い。また、何度か改良した新作のほぼろ焼きを出している。
「ほぼろ」はちもの両親が始めた店であり、楓の父親の和馬、マエストロ、望の3人も高校時代には出入りしていた。店名の由来は東広島市沖合に浮かぶほぼろ島からとられている。ちもは「ほぼろ」の店主になる前は、京都のイラスト学校に通っていた。
地域のイベント事などには積極的に関わっている。また、意地が強く熱くなりやすい性格で、堂郷と志麻子がほぼろ焼きの大食い対決状態になった際には両者にほぼろ焼きを20枚焼く、望に「昔の味と違うと言ってガッカリしたくない」と言われた時には反発して元祖ほぼろ焼きを作るなどしている。
『hitotose』第7話以降りほと意気投合し、それ以来店で共同生活をしている。
楓とかおるの一年生の時のクラス担任、堂郷に好意を寄せられているが、本人はそのことに気付いていない。なお、「たまゆら卒業写真」では堂郷とお見合い結婚を告白する。
声優の松来が他界した後に公開された「卒業写真第4部」では、セリフは一切ないものの、名前はクレジットされている。
保志 まなみ（ほし まなみ）
声 - 中島愛
日の丸写真館を訪れていた客の一人で、髪が長い女性。マエストロと共に朝日山を訪れる。
『hitotose』第9話では志麻子の一人旅に出るというメールを心配して竹原に探しに来て彼女と再会し、そして朝日山で志麻子のカメラで彼女が失恋に涙する写真を撮る。
愛車は、3代目マツダ・デミオ。
飛田 志麻子（とびた しまこ）
声 - 斎藤千和
日の丸写真館を訪れていた客の一人で、ショートカットの女性。マエストロと共に朝日山を訪れる。
『hitotose』第7話では憧憬の路で意中の男性に告白すると意気込んでいたが、第9話の中で「友達としか見ていない」と言われて失恋していたことが明らかになった。そして振られたことをきっかけに、ほぼろでお好み焼き20枚を自棄食いしていた。最終的には朝日山で失恋した記念にと、夕日をバックにした自分の泣き顔をまなみに撮ってもらった。
使用しているカメラはNikonのデジタル一眼レフD80。
ももねこ
声 - 福井裕佳梨
桃色でふっくらとした体つきの雄ネコ。みんなからは「ももねこ様」と呼ばれている。
普段はのろのろと行動しているが、時折俊敏な動きを見せることもある。また、人にはよく懐く。ただし、楓と麻音は例外。
基本的には『hitotose』第9話Aパートのように町並み保存地区を縄張りとしているが、竹原港近辺や楓の通っている高校の校門にも出没することがある。
『hitotose』第9話の前半（Aパート）では、メインで登場し、ももねこ視点で話が展開している。
『hitotose』第10話では、集団登校中の小学生達を先導し大活躍している（その際に小学生達がみんなで「ももねこ音頭」を歌っていた）。
『hitotose』第12話では私達展に1番に現れ、自分の肉球の手形を見て満足して帰って行った。また、テレビシリーズ時未放送の『hitotose』5.5話では、女性からかき氷をもらって食べていた。
『もあぐれっしぶ』第4話では、香が持っていた写真を見て楓の父親の植えた桜の木のある場所を案内している。また、『もあぐれっしぶ』第7話では楓達と一緒に横須賀に訪れ、猫達と花火を見ていたりしていた。また、『もあぐれっしぶ』第11話では私たち展ふたとせに最後に参加していた。また『卒業写真』では新たに雌の白ももねこが登場しており、卒業写真第4部では見事に結ばれ、6匹の子を儲けた。

#### 『hitotose』より登場
三次 ちひろ（みよし ちひろ）
声 - 寿美菜子
楓の汐入の幼馴染みで、小学校から中学校まで楓と同じ学校に通っていた。
楓のことを「ふうにょん」と呼び、楓が汐入から竹原に引っ越してからも楓とは手紙やメールなどでやり取りをしている。
自作のキャラをいくつも作るほど無類のぬいぐるみ好き。好物はタコ料理。
非常に涙もろく、楓がまだ父親の死を引きずっていた頃、楓が悲しくならないように色々とフォローしていたが、それが逆効果へと向かう事態になった時や、嬉しい時、感動した時など、泣くことが多い。しかし、楓はちひろが泣いてくれるおかげで自分が泣かずに済んでいるのだと思うと感謝していた。
『hitotose』第5話で、楓と会うため竹原を訪問。後にかおる、のりえ、麻音と出会い、新しい友達ができた楓を見て、今自分が高校に入っても新しい友達を作ることができないと悩みを語っていた。その後、かおる、のりえ、麻音、そして後から合流したさよみと携帯電話のアドレスを交換し友達となった。
『hitotose』第12話では、高校でも新しい友達のともちゃんができたことを楓たちに電話で報告し、『もあぐれっしぶ』第1話で楓たちに電話で紹介した。
楓が持っているカメラケースと、カメラケースについている切符ケースは、竹原へ行ってしまう楓のために彼女が手作りしてプレゼントした物である。
なお、名前のみ楓の汐入時代の友人としてラジオドラマで先に登場していた。
篠田 こまち（しのだ こまち）
声 - 広橋涼
香のことが好きな小学生の女の子。『もあぐれっしぶ』で小学六年生。
自分と同じく香のことを気に入っているのりえをライバル視している。のりえには「こまっしゃくれ」と呼ばれている。人を馬鹿にする際は後ろを向き自分の尻を叩くが、『もあぐれっしぶ』以降しなくなった。大崎下島に祖母がいる。
『hitotose』第8話で祖父から古い一眼レフカメラ（Nikon F）をもらいカメラを始める。最初は、香の写真ばかりを写していたが、「cafeたまゆら」に飾られている楓の写真を気に入り、それ以降色々な物を撮るようになる。
また、『hitotose』第12話で自分の写した写真を私達展で展示して欲しいと現れ、展示してもらうため展覧会のお手伝いをしていた。
『もあぐれっしぶ』第2話で香を撮影した写真を雑誌のコンテストに「KOMACHI」の名で応募し、小学生の部で奨励賞を受賞している。また、『もあぐれっしぶ』11話ではのりえと香達と一緒に朗読劇に参加したり自分の写真を展示していた。
『卒業写真 第一部』では中学校に進学し、写真部に入部した。
堂郷 和太郎（どうごう かずたろう）
声 - 間島淳司
竹原南高校の体育教師で、楓とかおるの一年生の時のクラス担任。
地元ネタに引っかけたダジャレが好きで、熱血漢でとにかく暑苦しい。しかし、自分の担任しているクラスの生徒だけでなく、他のクラスの生徒たち（麻音やのりえなど）のこともしっかり見ており、生徒一人ひとりのことを理解しようと努力する真面目な生徒思いの先生である。
さよみが高校時代、新任教師として赴任し、さよみのクラスの担任をしていた。
ほぼろ店主のちもに惚れていて、ほぼろではお好み焼き三枚重ねを必ず注文し、ほぼろが忙しい時は手伝いをしている。ちもにはいつか思いを伝えようとしており、『hitotose』第7話で楓たちを使い憧憬の路で告白をする策を計画したが、策自体が失敗し告白はできなかった。
『もあぐれっしぶ』では楓の写真部発足から活動にいたるまで全面的に協力しており、写真部顧問で教師として後輩にあたる下上山とは息のよく合った行動を起こしている。『たまゆら卒業写真』では、ちもとお見合い結婚することになる。
広野 昌子（ひろの しょうこ）
声 - 沼倉愛美
かおると古くから親交のある女性。かおるからは「昌子さん」と呼ばれている。
楓は覚えていなかったが、昔は竹原に住んでいて、楓とは「小さいころ1度だけ遊んだことがある」とのこと。そのため、和馬のことも知っている。
竹原から一度、東京に引っ越したが、現在は横須賀の衣笠に住んでいる。憧憬の路の日に竹原を訪れ、汐入出身の楓と横須賀のウルトラ地元トークで盛り上がった。その後、楓たちと別れ、1人で願掛け灯籠に故人を偲ぶようなメッセージを書き、号泣した。
藤井 みその（ふじい みその）
声 - 大亀あすか
ちものイラスト学校時代の先輩。京都でイラストレーターをやっていたが、現在は呉で「カサブランカ」というカフェを営んでいる。
なお、実際の初登場はドラマCDである。
白井（しらい）
声 - 佐々木望
呉で花屋を営んでいるカサブランカの常連。
カサブランカに来店しては試作メニューを試食している。服に白井花屋と入った服を着ていて頭にサンバイザーをしている。
同じ場所からの風景を何年も撮影しており、そのことがみそのが呉に移り住むきっかけになっている。
酒屋
声 - 鈴村健一
大崎下島の酒屋で働いている店員。小さい頃の楓と香とよく遊んだらしい。麻音のことを「マー坊」と呼んでいる。
モーさん
声 - 木村雅史
楓の母親・珠恵の昔の知り合いで、彼女が所属していたツーリングクラブのメンバー。黒いバイクに乗っている。
茶色いスカジャンを着てサングラスをしている。
えり子（えりこ）
声 - 浅野まゆみ
楓の母親・珠恵の昔の知り合いで、彼女が所属していたツーリングクラブのメンバー。赤いバイクに乗っている。ちひろを迎えに行く珠恵にライダースーツを貸した。
一郎（いちろう）
声 - 江川央生
楓の母親・珠恵の昔の知り合いで、彼女が所属していたツーリングクラブのメンバー。灰色のバイクに乗っている。頭にバンダナをしている。
大家
声 - 中島佳菜
麻音が住んでいるアパートの大家。麻音の父から朗読会を行うことを聞き、楽しみにしていた。

#### 『もあぐれっしぶ』より登場
下上山 むつこ（しもかみやま むつこ）
声 - 西村ちなみ
楓の作った写真部の顧問で竹原南高校の新任教師。教師としては楓の一年生の時の担任である堂郷の後輩。
写真に関してはあまり詳しくないものの、写真部の活動には情熱的。堂郷と一緒に写真部の目標として撮影した写真を卒業アルバムに使用することと、何かの写真コンテストで入賞させることを掲げた。
情熱的であり行動的であるが、初めて会った楓とお辞儀で挨拶しようとして頭をぶつけたり、写真部で応募しようとしたコンテストの締切日を間違えたりするなどおっちょこちょいな一面も見せる。
ともちゃん
声 - 東山奈央
横須賀の高校に通うちひろの友人。本名は不明。『hitotose』では「ともちゃん」という名前とちひろと一緒に浴衣を着た姿の一部のみ登場していた。
『もあぐれっしぶ』第1話にて電話越しで楓たちと初めて会話をし、この時横須賀側の描写が映った際に初めて容姿が登場した。
電話で初めて楓と会話をした際に質問ばかりを繰り返し、ちひろに「ともちゃんは質問魔だから」と言われている。性格は明るいが、『もあぐれっしぶ』第7話で楓たちが汐入に遊びに行き、初めて対面した時は自分から声をかけることができず、人見知りな一面を見せた。しかし、その後はすぐ楓たちとも親しくなれ、気の許せた相手と会話をしている際に、何かの拍子でスイッチが入ると度々質問魔の状態になった。なお、ちひろからよく楓たちの話を聞いているため、かおる、のりえ、麻音のこともすぐにわかっていた。
ちひろとは高校一年生の時、ちひろが作ったオリジナルキャラクターを「かわいい」と言ったことがあり、それをきっかけにたまたま雑貨屋で二人が一緒になった際にちひろから声をかけられ、そこから一気に親しい仲になっている。
ちひろと同じくぬいぐるみやキャラクター好き。二人で楓をイメージして作った新キャラ「ぽてにょん」のイラストを担当した。
はるみ
声 - 矢作紗友里
旅行会社に勤めていた楓の父親・和馬の職場での後輩。
楓が珠恵のお腹の中にいた頃の新入社員で、自他ともに認める元気娘。瀬戸内の旅行を企画するために竹原に訪れ、初めて楓と対面。若い人の考えを取り入れるために楓と現場へ出向くことを提案し、写真撮影を依頼したりほと3人で出かける。
和馬と仕事を共にしていた当初は、綿密な計画を立て現場に出向いていたものの、和馬が風任せに計画を無視して、その都度行き先を変えてしまうことに立腹し、一度和馬に反発したことがある。しかし、和馬のことをよく知るようになってから、思い付きで行った場所で楽しいことを見つける和馬の姿勢に感銘し、以降は和馬を尊敬していた。
和馬に仕事を沢山教わろうと思うが、楓が宿ってすぐ「生まれてくる娘との時間を大切にしたい」という理由から、和馬が出張の少ない職場への異動願いを出して異動してしまったため、それができなくなってしまったことに、楓のことをちょっとだけ恨んだと言っている。
その後、楓の誕生を祝うこともできず、和馬は他界してしまい、今回の旅でやっと楓本人に誕生を祝うことができた。
暁夫（あきお）
声 - 目黒光祐
民宿のB&Bを経営するオーナー。元々旅行好きであったが、何時の時からか自分が旅行するのではなく、旅行者を迎えることが好きになり、民宿を開業することを夢見ていた所、生前の和馬と船の中で出会い、B&Bについて教えてもらい開業した。しかし、自身が入院したため、開業が遅れてしまい、和馬がこの民宿に訪れることはできなかった。
夕子（ゆうこ）
声 - 松岡洋子
民宿のB&Bを経営する女将さん。暁夫の妻。
夏目 望（なつめ のぞむ）
声 - 緑川光
楓の父親である和馬とマエストロの高校時代の同級生で友人。高校時代3人の中で最初にカメラを始め、16歳で賞を受賞したことがあり、その影響で和馬が写真を始めている。マエストロのことを「日の丸」、「日の丸の奴」と呼んでいる。
20年海外に赴任しており、楓たちが高校二年生の際の憧憬の路の日に竹原にやってきた。高慢な態度で口が悪いが、和馬は生前、珠恵に夏目の口の悪さは「照れ隠し」であると述べていた。
楓と初めて会った時に楓の写真を見て「父親と同様、撮影技法を駆使していない、つまらない写真」などと酷評し、かなえたちに反発される。実は高校時代、和馬から写真に対する意気込みを聞かされた時も同じことを述べており、現在はそのことを悔やんでいる。楓にそのことを伝え、マエストロと和馬を偲んだ後、楓が生まれた時に和馬から送られたハガキを列車の中で眺めながら、竹原の街を去っていった。
高校時代は和馬とマエストロの3人で遊び尽くし、ちもの両親が切り盛りしていた「ほぼろ」にも出入りしていた。また、卒業写真第4部では楓に自分が使わなくなったカメラである「Nikon D610」をプレゼントしている。
シンガー
声 - micco（marble）
大崎下島にて、歴史が見える丘公園でアカペラを歌っていた所をかなえが出会った女性。男女二人組で活動しているが、劇中での正式な活動名・ユニット名は共に不明。かつて麻音が幼少の頃におとめ座で歌声を聞いて憧れていた人物本人であり、『もあぐれっしぶ』では再びその歌声をおとめ座で聞いたことで麻音は涙した。

#### 『卒業写真』より登場
進藤 巧美（しんどう たくみ）
声 - 内田彩
写真部の1年生の新入部員。すずねからは「たくみん」と呼ばれている。性格は明るく元気で行動力も抜群だが、自分の姿を写真に撮られるのは苦手。思っていることを素直に口に出してしまうため、幼馴染のすずねなど周囲の人を驚かせたり、慌てさせてしまうことが多い。将来はプロの写真家を目指しており、コンテストでの入籍経験もある。日の丸写真館に飾ってある楓の写した写真が好きで、自分も何時かは「たまゆら」を写せるようになりたいと思っており、楓の写真の秘密を写真部で代々伝え継ぎたいとも考えている。口癖は、「ちょびっち」や「○○で、あります」など。ともちゃんと出会った時彼女の質問に全て答え、意気投合していた。愛用カメラはFinePix X100。
前川 すずね（まえかわ すずね）
声 - 飯塚麻結
巧美と同じく写真部の新入部員で2年生。写真部OGである三谷かなえの隠れファン。巧美からは「すずねえ」と呼ばれている。1年生の時は写真部の活動を遠くから眺めて陰ながら応援していただけだったが、年下の幼馴染である巧美に誘われる形で写真部へ一緒に入部した。感受性が強く敏感なことから、些細なことでも感動すると感極まり泣き出してしまい、巧美には「突発性感動症」と名付けられている。愛用カメラはかなえと同じペンタックスQ。
白ももねこ（しろももねこ）
声 - 福井裕佳梨
『卒業写真』より新たに登場した白いももねこ。体色の他に耳の形、ひげの本数、眉毛の形などが異なっている。後に、ももねこ様との間に6匹の子供をもうける。
岡崎 まさのり（おかざき まさのり）
声 - 前野智昭
のりえの兄。大学生。大阪の大学に通っている。さよみとは知り合い。
口は悪いがのりえのことは大事に思っている。
昔、のりえが風邪で寝込んでいる時に二重焼きを差し入れており、のりえはこの時の味が忘れられず、スイーツが好きになった。
中山（なかやま）
声 - 佐藤利奈
ウェディングプランナーの女性。
東和 恋子（とうわ こいこ）
声 - 松井恵理子
さよみの後輩（大学1年生）でプチ秘境探検部の新部員の一人。
浜田 環奈（はまだ かんな）
声 - 小岩井ことり
さよみの後輩（大学1年生）でプチ秘境探検部の新部員の一人。

## スタッフ
- 原作[注釈 38]・監督・シリーズ構成 - 佐藤順一[9][17]
- キャラクターデザイン - 飯塚晴子[9][17]
- 総作画監督 - 音地正行（OVA第1作・TV第2期[17]）、渡辺はじめ（TV第1期）、橋本和紀（TV第2期[17]）、飯塚晴子（OVA完結編）
- 美術監督 - 田尻健一[9][17]
- 色彩設計 - 川上善美[9][17]
- 撮影監督 - 和田尚之（TV第1期・OVA完結編）、大久保潤一（TV第2期）
- 編集 - 西山茂
- 音楽 - 中島ノブユキ[17]
- 音楽プロデューサー - 福田正夫
- アニメーションプロデューサー - 皆川護→山口聰
- プロデューサー - 田坂秀将、山崎明日香、伊藤将生、栗田滋弘、甲斐健太郎、曽根孝治（TV・OVA完結編）、柳村努（OVA完結編）、山形卓也→久保田暁→武冨悦彦（OVA完結編）
- アニメーション制作 - ハルフィルムメーカー（OVA第1作）、TYOアニメーションズ（TV[9][17]・OVA完結編）
- 製作
  - OVA第1作 - たまゆら製作委員会（松竹、エー・ティー・エックス、FlyingDog、TYOアニメーションズ、NECビッグローブ、マックレイ）
  - TV - たまゆら製作委員会（松竹、マックレイ、エー・ティー・エックス、FlyingDog、NECビッグローブ、TYOアニメーションズ、旭プロダクション）
  - OVA完結編 - たまゆら〜卒業写真〜製作委員会（松竹、旭プロダクション、アニマティック、エー・ティー・エックス、JTBコミュニケーションズ、レイ、フライングドッグ）

## 主題歌
OVA第1作
オープニングテーマ
「やさしさに包まれたなら」
作詞・作曲 - 荒井由実 / 編曲 - DEPAPEPE / 歌 - 坂本真綾
エンディングテーマ
「メロディ」（パッケージ版第1巻、先行放送第1話 - 第3話）
作詞・作曲・編曲 - 北川勝利 / ストリングス編曲 - 長谷泰宏 / 歌 - 中島愛
「夏鳥」（パッケージ版第2巻、先行放送第4話）
作詞・作曲 - 杉森舞 / 編曲 - 清水信之 / 歌 - 中島愛
挿入歌
「ナイショのはなし」（パッケージ版第2巻、先行放送第3話、第2期OVA）
作詞 - 中島愛、西直紀 / 作曲・編曲 - 窪田ミナ / 歌 - 中島愛
TV第1期 『hitotose』
オープニングテーマ
「おかえりなさい」
作詞・歌 - 坂本真綾 / 作曲 - 松任谷由実 / 編曲 - 森俊之

エンディングテーマ
「神様のいたずら」（第1話、第3話 - 第6話、第8話 - 第10話）
作詞・作曲 - 大江千里 / 編曲 - 清水信之 / 歌 - 中島愛
「夏鳥-うたとぴあの-」（第2話）
作詞・作曲 - 杉森舞 / 編曲・ピアノ演奏 - 清水信之 / 歌 - 中島愛
「星空」（第7話）
作詞 - 伊藤利恵子 / 作曲・編曲 - 西脇辰弥 / 歌 - 中島愛
「あしたの陽だまり」 （第11話）
作詞 - マイクスギヤマ / 作曲・編曲 - 浜口史郎 / 歌‐沢渡楓（竹達彩奈）、塙かおる（阿澄佳奈）、岡崎のりえ（井口裕香）、桜田麻音（儀武ゆう子）
「A HAPPY NEW YEAR」（第12話）（最終回）
作詞・作曲 - 松任谷由実 / 編曲 - 窪田ミナ / 歌 - 坂本真綾
「花火」（第5.5話）テレビシリーズ時未放送話
作詞・作曲 - 矢吹香那 / 編曲 - 北川勝利 / 歌 - 清浦夏実

挿入歌
「やさしさに包まれたなら」（第4話）
作詞・作曲 - 荒井由実 / 歌・演奏 - marble
「ヒマワリ」（第5話）
作詞・作曲・編曲 - 北川勝利 / ストリングス編曲 - 長谷泰宏 / 歌 - 沢渡楓（竹達彩奈）
「夢の兆し」（第6話）
作詞 - 松浦有希 / 作曲 - hermin / 編曲 - 鈴木智文 / 歌 - 岡崎のりえ（井口裕香）、桜田麻音（儀武ゆう子）
「ずっと一緒 -うたとギター-」（第9話）
作詞 - 西直紀 / 作曲 - F.GIRAUD / 編曲 - 笹子重治 / 歌 - 保志まなみ（中島愛）
「ももねこ音頭」（第9話）（第10話のみ小学生バージョン）
作詞 - 西直紀 / 作曲・編曲 - 中島ノブユキ / 歌 - 沢渡楓（竹達彩奈）、ももねこ様（福井裕佳梨）
「希望のカタチ」（第10話）
作詞 - micco / 作曲・編曲 - 菊池達也 / ストリングス編曲 - 杉本優 / 歌 - 塙かおる（阿澄佳奈）

挿入曲
「たまゆら〜メインテーマ」（第7話）
作曲 - 中島ノブユキ / 竹楽器演奏 - 竹夢楽団
TV第2期 『もあぐれっしぶ』
オープニングテーマ
「はじまりの海」
作詞・作曲 - 大貫妙子 / 編曲 - 森俊之 / 歌 - 坂本真綾
エンディングテーマ
「ありがとう」（第1話 - 第10話）
作詞・作曲 - 尾崎亜美 / 編曲 - 佐藤準 / 歌 - 中島愛
「風色のフィルム」（第11話）
作詞・作曲・編曲 - 矢野博康 / 歌 - 中島愛
「最後の春休み」（第12話）
作詞・作曲 - 松任谷由実 / 編曲 - 山本隆二 / 歌 - 千菅春香
挿入歌
「つつまれて」（第7話）
作詞 - micco / 作曲・編曲 - 菊池達也 / 歌 - marble
「おかえりなさい 〜Acoustic Ver.〜」（第8話）
作詞・歌 - 坂本真綾 / 作曲 - 松任谷由実 / 編曲 - 笹子重治
「神様のいたずら 〜うたとぴあの〜」（第9話）
作詞・作曲 - 大江千里 / 編曲・ピアノ演奏 - 中島ノブユキ / 歌 - 中島愛
「希望のカタチ」（第10話）
作詞 - micco / 作曲・編曲 - 菊池達也 / 歌 - marble
「ナイショのはなし」（第8.5話）テレビシリーズ時未放送話
作詞 - 中島愛、西直紀 / 作曲・編曲 - 窪田ミナ / 歌 - 中島愛
OVA完結編 『卒業写真』
主題歌「これから」
作詞・作曲・コーラス編曲・歌 - 坂本真綾 / 編曲 - 河野伸
第4部EDテーマ「卒業写真」
作詞・作曲 - 荒井由実 / 編曲 - 矢野博康 / 歌 - 坂本真綾

## 各話リスト

### OVA第1作
| 話数     | サブタイトル                   | 脚本     | 絵コンテ | 演出     | 作画監督   | 発売日         |
| -------- | ------------------------------ | -------- | -------- | -------- | ---------- | -------------- |
| ひとつめ | 大好きがいっぱいの町、なので   | 佐藤順一 | 佐藤順一 | 酒井和男 | 音地正行   | 2010年11月26日 |
| ふたつめ | 水色のちっさな切符、なので     | 吉田玲子 | 佐藤順一 | 酒井和男 | 渡辺はじめ | 2010年11月26日 |
| みっつめ | みんなで歩けばハッピー、なので | 吉田玲子 | 佐藤順一 | 中山敦史 | 阿部智之   | 2010年12月23日 |
| よっつめ | それはあの日のこと、なので     | 佐藤順一 | 佐藤順一 | 酒井和男 | 渡辺はじめ | 2010年12月23日 |

### テレビアニメ
| 話数                     | サブタイトル                       | 脚本               | 絵コンテ           | 演出               | 作画監督                                                 |
| 第1期 『hitotose』       | 第1期 『hitotose』                 | 第1期 『hitotose』 | 第1期 『hitotose』 | 第1期 『hitotose』 | 第1期 『hitotose』                                       |
| ------------------------ | ---------------------------------- | ------------------ | ------------------ | ------------------ | -------------------------------------------------------- |
| 第1話                    | わたしのはじまりの町、なので       | 佐藤順一           | 佐藤順一           | 名取孝浩           | 音地正行、橋本和紀 杉本功、羽生貴之                      |
| 第2話                    | やさしい香りに包まれた日、なので   | 吉田玲子           | 佐山聖子           | 安田賢司           | 伊藤郁子                                                 |
| 第3話                    | 出現！たたかう女の子、なので       | 浦畑達彦           | 佐山聖子           | 追崎史敏           | 滝吾郎                                                   |
| 第4話                    | 潮待ち島に聞こえる音、なので       | 吉田玲子           | 名取孝浩           | 名取孝浩           | 谷口元浩、橋本和紀                                       |
| 第5話                    | ちひろちゃんがきてくれたよ！なので | 山田由香           | 安田賢司           | 藤本さとる         | 藤本さとる                                               |
| 第5.5話                  | あったかい風の想い出、なので       | 池田眞美子         | 佐藤順一           | 名取孝浩           | 谷口元浩、松下純子 高原修司、羽生貴之                    |
| 第6話                    | それはいつかの日のこと、なので     | 浦畑達彦           | 名取孝浩           | 中西伸彰           | 尾尻進矢、久保茉莉子 三宅雄一郎                          |
| 第6話                    | そしてある日のこと、なので         | 浦畑達彦           | 名取孝浩           | 中西伸彰           | 尾尻進矢、久保茉莉子 三宅雄一郎                          |
| 第7話                    | 竹灯りの約束、なので               | 池田眞美子         | 佐藤順一           | 筑紫大介           | 谷口元浩、橋本和紀 勝谷遥、小野田将人 羽生貴之、小林明美 |
| 第8話                    | かわらない人かわりゆく時、なので   | 山田由香           | 安田賢司           | 安田賢司           | 伊藤郁子                                                 |
| 第9話                    | ももねこさまの憂鬱、なので         | 吉田玲子           | 追崎史敏           | 追崎史敏           | 渋谷秀、追崎史敏                                         |
| 第9話                    | 失恋カメラ、なので                 | 吉田玲子           | 追崎史敏           | 追崎史敏           | 渋谷秀、追崎史敏                                         |
| 第10話                   | 明日のわたしはどんなわたし、なので | 浦畑達彦           | 佐藤順一           | 名取孝浩           | 谷口元浩、橋本和紀 小松香苗、羽生貴之                    |
| 第11話                   | 聖夜のものがたり♪ なので           | 山田由香           | 名取孝浩           | 名取孝浩           | 松下純子、勝谷遥 滝吾郎、三宅雄一郎                      |
| 第12話                   | 新しいひととせ、なので             | 吉田玲子           | 佐藤順一           | 筑紫大介           | 谷口元浩、斉藤敦史 松下純子、小野田将人 八尋裕子、片岡育 |
| 第2期 『もあぐれっしぶ』 |                                    |                    |                    |                    |                                                          |
| 第1話                    | おかえりなさいの一年に、なので     | 佐藤順一           | 佐藤順一           | 筑紫大介           | 勝谷遥、橋本和紀                                         |
| 第2話                    | どきどきの新しい一歩、なので       | 吉田玲子           | 布施木一喜         | 布施木一喜         | 松浦仁美                                                 |
| 第3話                    | 写真部 本格始動、なので            | 山田由香           | 名取孝浩           | 葛谷直行           | 小松信                                                   |
| 第4話                    | 特別な場所、特別な想い、なので     | ハラダサヤカ       | 佐山聖子           | あべたつや         | 中原清隆                                                 |
| 第5話                    | 明日のためにレッツフォト、なので   | 吉田玲子           | 名取孝浩           | 名取孝浩           | 一居一平                                                 |
| 第6話                    | もう届かない笑顔を訪ねて、なので   | 山田由香           | 佐山聖子           | 則座誠             | 梶浦紳一郎、興村忠美 小松信                              |
| 第7話                    | ついに、みんなで来たよ！なので     | 吉田玲子           | 布施木一喜         | 布施木一喜         | 松浦仁美                                                 |
| 第8話                    | あの日の遠い約束、なので           | ハラダサヤカ       | 宇田鋼之介         | 宇田鋼之介         | 中原清隆、加藤里香 萩尾圭太                              |
| 第8.5話                  | 一日だけの修学旅行、なので         | ハラダサヤカ       | 宇田鋼之介         | 名取孝浩           | 川口千里、内原茂 吉岡敏幸、佐藤誠之 飯飼一幸             |
| 第9話                    | 心に灯す竹あかり、なので           | 吉田玲子           | 佐藤順一           | カサヰケンイチ     | 橋本和紀                                                 |
| 第10話                   | いつかくるその日まで、なので       | 山田由香           | 名取孝浩           | 則座誠             | 大河原晴男、片岡千春 大谷道子、原田峰文 手島典子         |
| 第11話                   | 今年もありがとう、なので           | 山田由香           | 名取孝浩           | 名取孝浩           | 一居一平、橋本和紀                                       |
| 第12話                   | そして…旅立ちの季節、なので        | 吉田玲子           | 名取孝浩           | 筑紫大介           | 山本道隆、臼田美夫 鎌田均、一居一平 内原茂               |

### OVA完結編『卒業写真』
| 構成                | 脚本              | 絵コンテ          | 演出              | 作画監督                                                            | 封切日            |
| 第1部 芽 -きざし-   | 第1部 芽 -きざし- | 第1部 芽 -きざし- | 第1部 芽 -きざし- | 第1部 芽 -きざし-                                                   | 第1部 芽 -きざし- |
| ------------------- | ----------------- | ----------------- | ----------------- | ------------------------------------------------------------------- | ----------------- |
| 前半                | 山田由香          | 名取孝浩          | 名取孝浩          | 原勝徳、中原清隆                                                    | 2015年4月4日      |
| 後半                | ハラダサヤカ      | 佐藤順一          | 橋口洋介          | 原勝徳、中原清隆                                                    | 2015年4月4日      |
| 第2部 響 -ひびき-   |                   |                   |                   |                                                                     |                   |
| 前半                | 平見瞠            | 佐藤順一          | 名取孝浩          | 野田智弘、大森理恵 熊谷哲矢、手島典子 竹内アキラ                    | 2015年8月29日     |
| 後半                | 山田由香          | 名取孝浩          | 筑紫大介          | 野田智弘、大森理恵 熊谷哲矢、手島典子 竹内アキラ                    | 2015年8月29日     |
| 第3部 憧 -あこがれ- |                   |                   |                   |                                                                     |                   |
| 前半                | 山田由香          | 名取孝浩          | 名取孝浩 吉村文宏 | 内田裕、丸山修二 野田智弘、山本道隆                                 | 2015年11月28日    |
| 後半                | ハラダサヤカ      | 佐藤順一          | 筑紫大介          | 内田裕、丸山修二 野田智弘、山本道隆                                 | 2015年11月28日    |
| 第4部 朝 -あした-   |                   |                   |                   |                                                                     |                   |
| 前半                | 吉田玲子          | 名取孝浩          | 名取孝浩          | 伊藤郁子、半田大貴 Shin Hyung Sik、丸山修二 安田京弘、滝吾郎 内原茂 | 2016年4月2日      |
| 後半                | 吉田玲子          | 佐藤順一          | 名取孝浩          | 伊藤郁子、半田大貴 Shin Hyung Sik、丸山修二 安田京弘、滝吾郎 内原茂 | 2016年4月2日      |

## 放送局
テレビアニメの放送情報。OVA第1作はAT-X・アニメワン・公式サイトなどでも放送・配信された。
| 放送地域                 | 放送局             | 放送期間                 | 放送日時                     | 放送系列           | 備考                                              |
| 第1期 『hitotose』       | 第1期 『hitotose』 | 第1期 『hitotose』       | 第1期 『hitotose』           | 第1期 『hitotose』 | 第1期 『hitotose』                                |
| ------------------------ | ------------------ | ------------------------ | ---------------------------- | ------------------ | ------------------------------------------------- |
| 日本全域                 | AT-X               | 2011年10月3日 - 12月19日 | 月曜 9:00 - 9:30             | アニメ専門CS放送   | 製作委員会参加 リピート放送あり                   |
| 広島県                   | テレビ新広島       | 2011年10月5日 - 12月21日 | 水曜 1:45 - 2:15（火曜深夜） | フジテレビ系列     | 2期開始前に、NHK広島で2013年4月にも放送           |
| 神奈川県                 | tvk                | 2011年10月5日 - 12月21日 | 水曜 1:45 - 2:15（火曜深夜） | 独立局             |                                                   |
| 日本全域                 | アニメワン         | 2011年10月5日 - 12月21日 | 水曜 1:45（火曜深夜） 更新   | ネット配信         |                                                   |
| 福岡県                   | TVQ九州放送        | 2011年10月5日 - 12月21日 | 水曜 2:58 - 3:28（火曜深夜） | テレビ東京系列     |                                                   |
| 兵庫県                   | サンテレビ         | 2011年10月6日 - 12月22日 | 木曜 0:35 - 1:05（水曜深夜） | 独立局             |                                                   |
| 三重県                   | 三重テレビ         | 2011年10月6日 - 12月22日 | 木曜 1:20 - 1:50（水曜深夜） | 独立局             | 第2期は非ネット                                   |
| 東京都                   | TOKYO MX           | 2011年10月7日 - 12月23日 | 金曜 23:00 - 23:30           | 独立局             |                                                   |
| 第2期 『もあぐれっしぶ』 |                    |                          |                              |                    |                                                   |
| 日本全域                 | AT-X               | 2013年7月3日 - 9月18日   | 水曜 21:30 - 22:00           | アニメ専門CS放送   | 製作委員会参加 リピート放送あり                   |
| 東京都                   | TOKYO MX           | 2013年7月3日 - 9月18日   | 水曜 22:30 - 23:00           | 独立局             |                                                   |
| 愛知県                   | テレビ愛知         | 2013年7月6日 - 9月21日   | 土曜 2:35 - 3:05（金曜深夜） | テレビ東京系列     | 第1期は非ネット                                   |
| 広島県                   | NHK総合・広島      | 2013年7月7日 - 9月22日   | 日曜 13:05 - 13:30           |                    | 広島局ローカル編成 本編後に『たまゆら紀行』を放送 |
| 神奈川県                 | tvk                | 2013年7月8日 - 9月23日   | 月曜 2:00 - 2:30（日曜深夜） | 独立局             |                                                   |
| 兵庫県                   | サンテレビ         | 2013年7月9日 - 9月24日   | 火曜 23:30 - 水曜 0:00       | 独立局             |                                                   |
| 福岡県                   | TVQ九州放送        | 2013年7月10日 - 9月25日  | 水曜 3:05 - 3:35（火曜深夜） | テレビ東京系列     |                                                   |
| 日本全域                 | バンダイチャンネル | 2013年7月10日 - 9月25日  | 水曜 10:00 更新              | ネット配信         |                                                   |
| 日本全域                 | dアニメストア      | 2013年7月10日 - 9月25日  | 水曜 12:00 更新              | ネット配信         |                                                   |
| 日本全域                 | Showtime           | 2013年7月10日 - 9月25日  | 水曜 12:00 更新              | ネット配信         |                                                   |
| 日本全域                 | ニコニコチャンネル | 2013年7月10日 - 9月25日  | 水曜 23:00 更新              | ネット配信         | 初回は22:30 - 23:00                               |

- OVA第1作もテレビアニメ版も、アニメワンやニコニコチャンネルで有料配信があった。
- 第1期はとちぎテレビ、NHK総合・広島、群馬テレビでもそれぞれ2013年3月 - 7月に放送された。
- 第1期第5.5話は2012年5月5日・6日にAT-Xで放送、および5月12日・13日にアニメワン・ニコニコ動画・バンダイチャンネルでネット配信された。
- 第2期第8.5話は2015年3月12日にTOKYO MX・3月21日・8月16日にAT-Xで放送された。
- BS松竹東急で第1期と第2期が2022年3月30日 - 9月まで水曜23:30-24:00に、OVA第1作が2025年6月24日・25日に放送された。

## WEBラジオ

### たまゆらんど
『たまゆらじお』に先立ち、2010年4月1日よりWEBラジオ『たまゆらんど』（全1回）が配信された。
2011年5月5日から同年6月30日まで『たけはらんどR』（全8回）が配信された。パーソナリティは儀武ゆう子（桜田麻音役）。

### たまゆらじお
2010年7月30日から同年12月31日まで、公式サイトにてWEBラジオ『たまゆらじお』が配信されていた。毎月最終金曜日更新、全7回。
パーソナリティは竹達彩奈（沢渡楓役）、阿澄佳奈（塙かおる役）、井口裕香（岡崎のりえ役）、儀武ゆう子（桜田麻音役）の4人が月替わりの当番制で担当する。
冒頭にその回の担当者によるラジオドラマ『ドラマinたまゆらじお』が流される。
| 回数 | 担当者                                  | 配信開始日     |
| ---- | --------------------------------------- | -------------- |
| 1    | 竹達彩奈・阿澄佳奈 井口裕香・儀武ゆう子 | 2010年7月30日  |
| 2    | 竹達彩奈・阿澄佳奈 井口裕香・儀武ゆう子 | 2010年8月27日  |
| 3    | 阿澄佳奈・儀武ゆう子                    | 2010年10月1日  |
| 4    | 阿澄佳奈・井口裕香                      | 2010年10月29日 |
| 5    | 竹達彩奈・井口裕香                      | 2010年11月26日 |
| 6    | 井口裕香・儀武ゆう子                    | 2010年12月10日 |
| 7    | 竹達彩奈・阿澄佳奈 井口裕香・儀武ゆう子 | 2010年12月31日 |

主なコーナー
- たまゆら写真館
- サトジュミスだけど何か【たまゆらに関する】質問ある？
- サトジュミスだけど何か【プライベートな】質問ある？
- たけはら部
- ぽって語
- ポプリマイスター
- 口笛修行ちゅー
- とびきりおひさまムース

### たまゆらじお〜hitotose〜
2011年7月14日から2012年3月30日まで、公式サイトにて配信された。毎月第2木曜日更新。
第1期同様、パーソナリティは竹達彩奈、阿澄佳奈、井口裕香、儀武ゆう子の4人が月替わりの当番制で担当する。
| 回数 | 担当者                                  | 配信開始日                 |
| ---- | --------------------------------------- | -------------------------- |
| 1    | 竹達彩奈、阿澄佳奈 井口裕香、儀武ゆう子 | 2011年7月14日              |
| 2    | 竹達彩奈、阿澄佳奈                      | 2011年8月11日              |
| 3    | 井口裕香、儀武ゆう子                    | 2011年9月8日               |
| 4    | 竹達彩奈、井口裕香                      | 2011年10月6日              |
| 5    | 阿澄佳奈、儀武ゆう子                    | 2011年11月10日             |
| 6    | 阿澄佳奈、井口裕香                      | 2011年12月8日              |
| 7    | 竹達彩奈、阿澄佳奈 井口裕香、儀武ゆう子 | 2012年1月12日 （公開録音） |
| 8    | 竹達彩奈、儀武ゆう子                    | 2012年2月9日               |
| 9    | 竹達彩奈、阿澄佳奈 井口裕香、儀武ゆう子 | 2012年3月30日              |

### たまゆら〜もあぐれっしぶ〜 特別企画「初めてでも星空む〜〜〜ん！」
2013年6月7日と6月28日に、文化放送 超A&G+にて『たまゆら〜もあぐれっしぶ〜』の放送直前企画として映像配信された。パーソナリティは儀武ゆう子と佐藤順一、ゲストは和田京子（A&Gアカデミー）。

### たまゆらじお〜もあぐれっしぶ〜
2013年7月8日から12月22日まで文化放送 超!A&G+にて隔週で月曜0時30分 - 1時（日曜深夜）に配信（音声のみ）されていた。
パーソナリティは「たまゆらじお〜hitotose〜」までの持ち回り制ではなく、毎回阿澄佳奈と井口裕香が務める。第3回には儀武ゆう子、第6回には竹達彩奈また第12回には 間島淳司がゲストとして出演。
| 回数 | 担当者                                             | 配信開始日     |
| ---- | -------------------------------------------------- | -------------- |
| 1    | 阿澄佳奈、井口裕香                                 | 2013年7月8日   |
| 2    | 阿澄佳奈、井口裕香                                 | 2013年7月22日  |
| 3    | 阿澄佳奈、井口裕香、儀武ゆう子                     | 2013年8月5日   |
| 4    | 阿澄佳奈、井口裕香                                 | 2013年8月19日  |
| 5    | 阿澄佳奈、井口裕香                                 | 2013年9月2日   |
| 6    | 阿澄佳奈、井口裕香、竹達彩奈                       | 2013年9月16日  |
| 7    | 阿澄佳奈、井口裕香                                 | 2013年9月29日  |
| 8    | 阿澄佳奈、井口裕香                                 | 2013年10月13日 |
| 9    | 阿澄佳奈、井口裕香                                 | 2013年10月27日 |
| 10   | 阿澄佳奈、井口裕香、竹達彩奈、儀武ゆう子、茅野愛衣 | 2013年11月10日 |
| 11   | 阿澄佳奈、井口裕香                                 | 2013年11月24日 |
| 12   | 阿澄佳奈、井口裕香、間島淳司                       | 2013年12月8日  |
| 13   | 阿澄佳奈、井口裕香                                 | 2013年12月22日 |

### たまゆらじお〜プログラム出張版〜
『卒業写真』の公開を記念した特別出張版。劇場で販売されている『卒業写真』第1部のプログラム「たまゆらmemories 〜3年生・春〜」に掲載されている画像をアプリケーションで読み取ることで視聴できる。

## 番宣動画コンテンツ

### たまチャレ!!
たまゆらに出演する声優がキャラクター作りのために様々なミッションにチャレンジする。公式サイト上で配信。
- 第1弾：竹達彩奈のレッツフォトなので！ 全5話
- 第2弾：阿澄佳奈のポプリマイスター 全5話
- 第3弾：井口裕香のとびきりスイーツ!! 全5話
- 第4弾：儀武ゆう子の口笛アーティスト 全5話
- 番外編：松来未祐のまんまるクッキングじゃけぇ 全2話

### たまゆら〜hitotose〜 口笛コラボレーション くちぶえ語会話講座
ニコニコ動画の投稿者くちぶえ村の村長と桜田麻音役の儀武ゆう子によるコラボレーション企画。生徒役の儀武と一緒に日常に使用するくちぶえ語を学ぶという企画。
- くちぶえ語会話講座（基礎編）
- くちぶえ語会話講座（応用編）

## 関連商品

### BD / DVD
| 巻 | 発売日         | 収録話        | 規格品番 | 規格品番 |
| 巻 | 発売日         | 収録話        | BD       | DVD      |
| -- | -------------- | ------------- | -------- | -------- |
| 1  | 2010年11月26日 | 第1話 - 第2話 | SHBR-8   | DB-0447  |
| 2  | 2010年12月23日 | 第3話 - 第4話 | SHBR-9   | DB-0448  |

| 巻 | 発売日         | 収録話          | 規格品番 | 規格品番 |
| 巻 | 発売日         | 収録話          | BD       | DVD      |
| -- | -------------- | --------------- | -------- | -------- |
| 1  | 2011年12月21日 | 第1話 - 第2話   | SHBR-39  | DB-0560  |
| 2  | 2012年1月25日  | 第3話 - 第4話   | SHBR-40  | DB-0561  |
| 3  | 2012年2月22日  | 第5話 - 第6話   | SHBR-41  | DB-0562  |
| 4  | 2012年3月28日  | 第7話 - 第8話   | SHBR-42  | DB-0563  |
| 5  | 2012年4月25日  | 第9話 - 第10話  | SHBR-43  | DB-0564  |
| 6  | 2012年5月30日  | 第11話 - 第12話 | SHBR-44  | DB-0565  |
| 7  | 2012年6月27日  | 第5.5話         | SHBR-45  | DB-0566  |

| 巻 | 発売日         | 収録話          | 規格品番 | 規格品番 |
| 巻 | 発売日         | 収録話          | BD       | DVD      |
| -- | -------------- | --------------- | -------- | -------- |
| 1  | 2013年10月30日 | 第1話 - 第2話   | SHBR-179 | DB-0703  |
| 2  | 2013年11月27日 | 第3話 - 第4話   | SHBR-180 | DB-0704  |
| 3  | 2013年12月21日 | 第5話 - 第6話   | SHBR-181 | DB-0705  |
| 4  | 2014年1月29日  | 第7話 - 第8話   | SHBR-182 | DB-0706  |
| 5  | 2014年2月26日  | 第9話 - 第10話  | SHBR-183 | DB-0707  |
| 6  | 2014年3月26日  | 第11話 - 第12話 | SHBR-184 | DB-0708  |
| 7  | 2014年6月7日   | 第8.5話         | SHBR-185 | DB-0709  |

| 巻 | 発売日                      | 収録話              | 規格品番  | 規格品番 |
| 巻 | 発売日                      | 収録話              | BD        | DVD      |
| -- | --------------------------- | ------------------- | --------- | -------- |
| 1  | 2015年4月4日（劇場限定版）  | 第1部 芽 -きざし-   | -         | -        |
| 1  | 2015年5月8日（通常版）      | 第1部 芽 -きざし-   | SHBR-0302 | DB-0826  |
| 2  | 2015年8月29日（劇場限定版） | 第2部 響 -ひびき-   | -         | -        |
| 2  | 2015年10月7日（通常版）     | 第2部 響 -ひびき-   | SHBR-0303 | DB-0827  |
| 3  | 2015年12月2日（劇場限定版） | 第3部 憧 -あこがれ- | -         | -        |
| 3  | 2016年1月6日（通常版）      | 第3部 憧 -あこがれ- | SHBR-0304 | DB-0828  |
| 4  | 2016年4月2日（劇場限定版）  | 第4部 朝 -あした-   | -         | -        |
| 4  | 2016年5月12日（通常版）     | 第4部 朝 -あした-   | SHBR-0305 | DB-0829  |

| 巻  | 発売日       | 収録話       | 規格品番 | 規格品番 |
| 巻  | 発売日       | 収録話       | BD       | DVD      |
| --- | ------------ | ------------ | -------- | -------- |
| BOX | 2021年4月7日 | シリーズ全話 | SHBR-618 | -        |

### ドラマCD
OVA たまゆら ドラマCD たまゆらじおどらまぷらす
2011年発売。OVA第1作たまゆらの世界観準拠の音声ドラマ集。監督・脚本・音響監督は全て佐藤順一によるものであり、大きく分けて2つの部分で構成されている。
ラジオドラマ『ドラマ in たまゆらじお』
公式WEBラジオにて配信された『ドラマ in たまゆらじお』をベースに、世界観にそぐわない即興などについて再編集・再録音などを行い、BGMなどの調整を行ったもの。
たまゆらじおどらまぷらす
時系列的には、TV版『たまゆら〜hitotose〜』の第2話と第3話の間に位置する小ストーリー。『たまゆら〜hitotose〜』の第2話は、このストーリーを受けて構成された形となっている。
TVアニメーション たまゆら〜hitotose〜 ドラマCD たまドラ〜マタアエタネ、なので。〜
2011年発売。TV版『たまゆら〜hitotose〜』準拠の音声ドラマ集。監督・音響監督は佐藤順一、脚本は佐藤順一および吉田玲子による。
時系列的に上記『たまゆらじおどらまぷらす』に続いており、TV版『たまゆら〜hitotose〜』の第3話の前後に位置する形となる小ストーリー。藤井みそのや八色ちもの扱いなど、『たまゆら〜hitotose〜』の第7話・第8話の構成に直接影響を与えるものとなっている。
CD発売は『たまゆら〜hitotose〜』の放映時期とかなりのずれがあるが、その内容を補完するようなストーリー構成となっており、このCDドラマの内容を把握することによって、『たまゆら〜hitotose〜』のみでは意味合いが判然としにくかった状況が明確化するようなシーンが一部に存在する。

### CD
OVA たまゆら オリジナルサウンドトラック
TVアニメ たまゆら〜hitotose〜オリジナルサウンドトラック
TVアニメーション たまゆら〜もあぐれっしぶ〜ボーカルアルバム うたとせ
TV版はOVA第1作のBGMが多く流用されている。BGMの作曲はすべて中島ノブユキ。

## 漫画
無料ウェブコミック誌『EDEN』（マッグガーデン）にて、OVA第1作のコミカライズが2010年10月8日から2011年3月11日まで連載されていた。OVA第1作では描かれていないシーンや、それぞれのキャラクターの台詞が異なるなどの変更点が存在する。また2011年10月5日からは、テレビアニメ版のコミカライズが『たまゆら〜hitotose〜』のタイトルでスタートし、2013年1月20日まで連載していた。また漫画担当はいずれもmomo。原作者として佐藤順一がクレジットされている。
- 原作：佐藤順一 漫画：momo 『たまゆら』 マッグガーデン 〈マッグガーデンコミックスEDEN〉、全1巻
  - 2011年5月14日発売、ISBN 978-4-86127-862-4
- 原作：佐藤順一 漫画：momo 『たまゆら〜hitotose〜』 マッグガーデン 〈マッグガーデンコミックスEDEN〉、全3巻
  1. 2012年2月14日発売、ISBN 978-4-86127-952-2
  2. 2012年8月11日発売、ISBN 978-4-80000-035-4
  3. 2013年2月14日発売、ISBN 978-4-8000-0095-8

## モバイル
各社にてきせかえツールの他、様々なアプリ（嫁コレ、スマキャラコレクションなど）が提供されている。
- 2012年3月5日 めざまし たまゆら 〜楓&かおる〜・〜のりえ&麻音〜（メーカー:BIGLOBE）

## 作中の舞台
本作の主要な舞台は広島県竹原市である。竹原は瀬戸内に面した港町で安芸の小京都と呼ばれる古い街並みを持つ。本作では竹原の風景を忠実に描いている。そのため竹原市もアニメに関したイベント「たまゆらの日」の開催や舞台訪問コースを市の公式サイト内で紹介するなど、アニメとのタイアップ企画を積極的に行っている。アニメ版では他に、呉市の呉駅周辺や、御手洗地区をはじめとした大崎下島も作中の舞台として登場する。さらに、下蒲刈町にある蘭島閣美術館が、別館では「hitotose」で香が畳に横になったときに天井に太い文字が書いてあるのが別館、「もあぐれっしぶ」で、りほの展示会場の一角で楓の作品展示があるのが本館であった。
また、地元民間テレビ局であるテレビ新広島でも放送された。
また、主人公の沢渡楓が高校入学まで過ごした神奈川県横須賀市の汐入も「はじまりの街」として物語の序盤に登場する。そのため横須賀市でもテレビアニメ化を記念したイベントやタイアップ企画が行われている。こちらも、地元民間テレビ局であるtvkでも放送された。

### タイアップ
舞台となった竹原や横須賀などの地域においては、自治体や関係企業等とのタイアップが積極的に行われている。
- 2010年

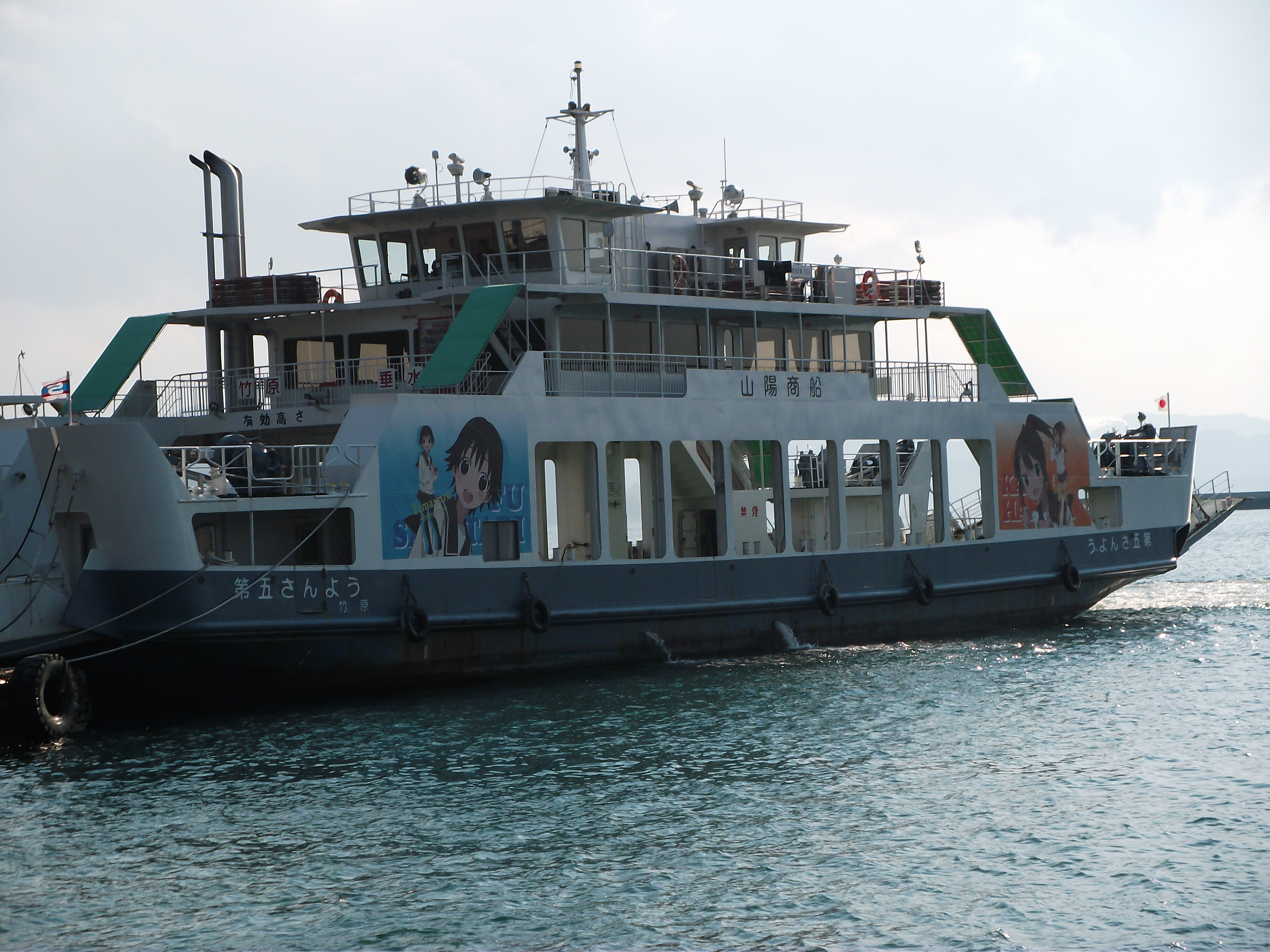
たまゆらっぴんぐフェリー（Ver.2）

  - 10月8日からは、山陽商船の竹原港と大崎上島を結ぶ航路に、登場キャラクターのラッピングを施したフェリーが就航[24]。翌年からは、新デザインで運航されている。
  - 10月からは、竹原のお好み焼き店ほり川で、OVA第1作とタイアップしたお好み焼き・デザートメニューの販売開始[25]。その後はテレビアニメ放映に合わせ、メニューが改められた。同年11月からは、竹原市内の蔵元である藤井酒造によって、テレビアニメ放映を記念した日本酒が販売された[26]。

- 2011年

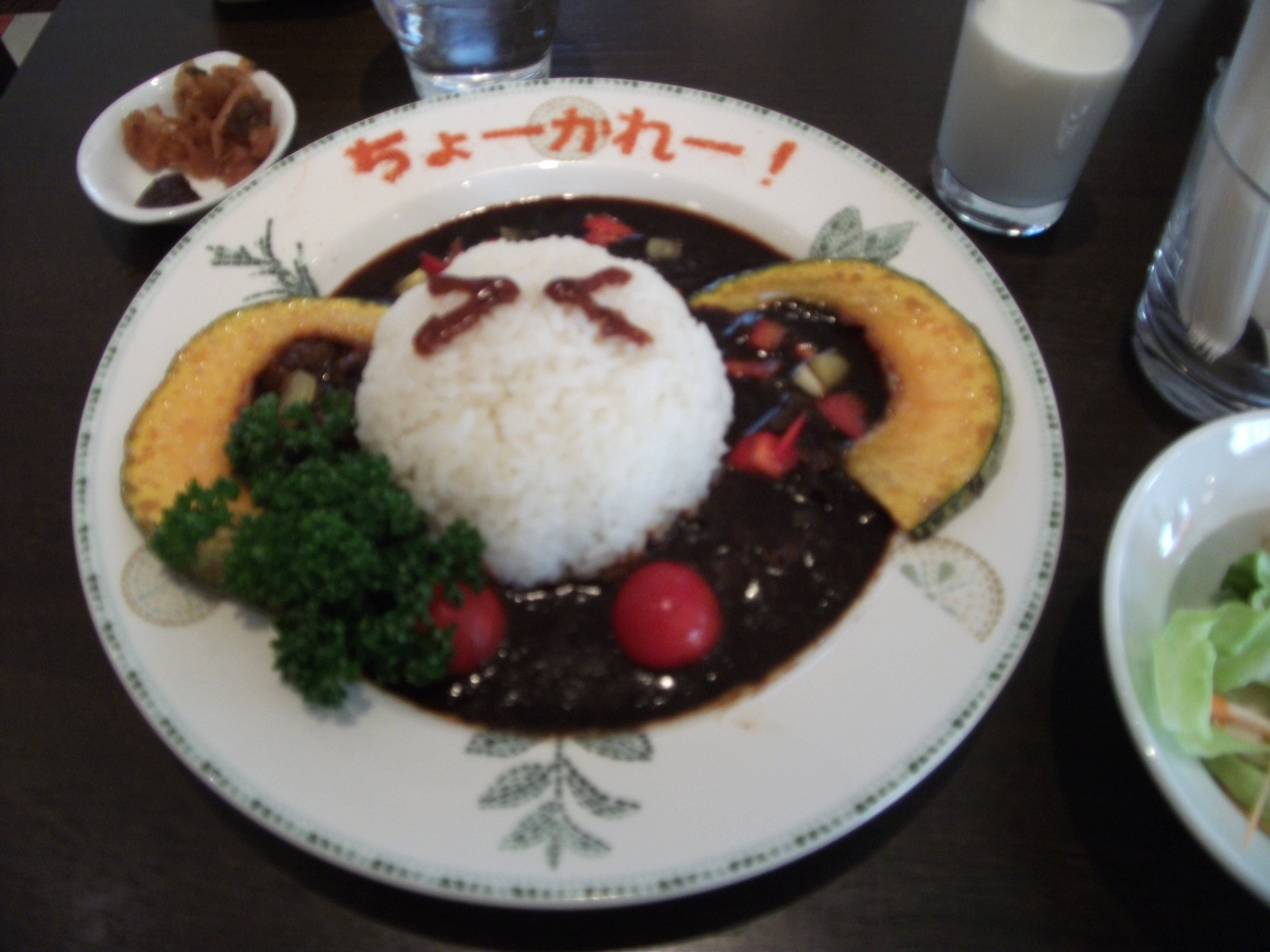
横須賀でのタイアップメニューの一つ

  - 8月からは、汐入駅近くのどぶ板通り周辺の飲食店および観音崎京急ホテルの計7店舗にて、登場人物をイメージした海軍カレーやヨコスカネイビーバーガーを提供。全店舗を制覇すると賞品が当たるスタンプラリーが行われ、初日には1800人が詰めかけた[23]。レトルトカレーは、8月の販売開始から3か月間で6000個を売り上げた[23]。
  - 9月からは、オタフクソースと提携した東京・名古屋・大阪・広島などのお好み焼き店にて、ポストカードの配布を実施。
  - 9月17日には、沢渡楓役の竹達彩奈が京急本線汐入駅の一日駅長に就任[27]。
  - 10月には、大阪府と京都府に店舗展開しているユニフォームショップたまゆらにて、POP広告の掲示やももねこをかたどったヘルメットの販売が行われている[28]。
  - 10月9日には、ヴェルニー公園にて開催されたトークショーの際、記念乗車券の販売や竹達による駅アナウンスが実施された[29]。
  - 11月からは、広島市に本社を置くコンビニエンスストアポプラにて、おにぎり、ポテトチップス、チルド飲料などコラボレーション商品の販売、クリアファイルの配布が行われている[30]。11月29日からは、ポプラグループ店内にてオリジナルCMの放送が開始された。
  - 11月10日からは、沢渡楓を象った田んぼアートで収穫された雑穀米が、竹原市内で販売されている[31]。
  - 年末にはももねこ様の像が大理石で作られ、商店街に設置された。その後は時期に合わせて様々な飾り付けがされている。
- 2012年
  - 4月5日からは、竹原市にて「たけはら公共交通時刻表」の配布が開始された。
  - 7月28日には、竹原市にて「ももねこ様祭り」が開催された。
  - 9月28日から10月1日まで、汐入駅近くのどぶ板通り周辺の飲食店および観音崎京急ホテルの計7店舗にて、登場人物をイメージした海軍カレーやヨコスカネイビーバーガーを再提供した。
  - 9月30日には、横須賀芸術劇場にて「たまゆら祭2012 〜ただいま汐入、なので〜」が開催された。
  - 10月12日には、秋葉原にてMoe1グランプリに憧憬の路紹介として展示参加した
  - 10月27日・10月28日には、たまゆら×憧憬の路のコラボレーションイベントが開催された。
- 2013年
  - 1月12日に竹原市民館にて開催された成人式のポスター & パンフレットにたまゆらが掲載された。
  - 2月17日には、あいふる316商店街のお店の看板がももねこ様一色に変更された。
  - 2月19日から6月4日に掛けて、ツアー臨時列車として設定されたJR西日本・トワイライトエクスプレスのランチクルーズにおいても、呉線・竹原駅を経由した際に「たまゆら」の紹介アナウンスがあった[32][33]。
  - 4月14日には、東京ドームシティーホールにて『たまゆら進級イベント 〜新しい季節の始まり、なので〜と素敵な巡り合い、なので〜』が開催された。
  - 6月26日から9月9日まで、呉市下蒲刈町の蘭島閣美術館で、「た・ま・ゆ・ら の ひとコマ」展が行われた[34]。入館券が本作品の意匠のものとされたほか、グッズ販売も行われた。写真撮影許可は5人のキャラクターの等身大のボードのコーナーのみであった。
  - 7月13日には、広島市がホームタウンのJリーグチーム、サンフレッチェ広島とコラボレーションしたポストカードが、当日エディオンスタジアム広島にて開催される、J1第16節セレッソ大阪戦の来場者先着1万名に配布された。[35]また当日は、沢渡楓による特別応援メッセージアナウンスが場内放送された[36]。
  - 7月16日から8月5日には、コンビニエンスストア、ファミリーマートとのコラボレーションを実施[37]。
  - 7月27日・7月28日には、竹原ショッピングパークあいふる316にて「ももねこ様祭2013」が開催された[38]。
  - 8月1日からは、広島県庄原市が舞台となっているアニメである『君のいる町』とコラボレーションしたロケ地マップを配布した。
  - 8月10日からは、尾道名物で有名な尾道ラーメンとのコラボレーションした“たまゆらーめん“を限定販売開始予定。更に横須賀では、海軍カレーのたまゆらカレーの第2弾も販売される予定。
  - 8月17日からは、汐入駅近くのどぶ板通り周辺の飲食店および観音崎京急ホテルの計7店舗にて、たまゆらの素敵な食べ歩きIIが開催された。そして、この日は京急電鉄によるたまゆら記念切符の第2弾を限定2000枚発売された。更には、この日限定で、『浦賀みなと祭と旧陸海軍の路』ウォークラリーや浦賀湾花火大会にてももねこ様花火の打ち上げ＆トークショーなどが行われた。
  - 9月21日から、尾道にあるネコノテパン工場にてたまゆらをイメージしたパンが販売された。
  - 9月17日から11月8日まで行われた『ゆるキャラグランプリ2013』に、ももねこ様が参戦。最終順位は、総合118位、ご当地113位/22378pt
  - 10月4日には大井競馬場で、ももねこ様の冠レース「ももねこ様記念」が開催され、福井裕佳梨と儀武ゆう子によるトークステージも行われた[39]。
  - 11月2日・11月3日には、「たまゆらの日2013」が開催。2日は広島市にて「たまゆらの日2013 音楽祭」が、3日は竹原市にて「たまゆらの日2013ファイナル 〜もあぐれっしぶ〜」が開催された[40]。
- 2014年
  - 8月3日には日比谷公会堂で、「たまゆら祭2014」が開催された。
  - 9月6日には、ももねこ様祭が竹原市にて開催された。
- 2015年
  - 3月15日には、江戸川区総合文化センターで、「たまゆら進級イベント〜第1部〜と第2部」が開催された。
  - 4月5日には、広島空港でトークイベント＆ライブが開催された。また、空港内でパネル展示展も行われた。
  - 7月25日には、竹原ショッピングパークあいふる316にて「ももねこ様祭2015」が開催された。
  - 7月26日には、乙女座に「桜田麻音ステージショーin乙女座」が開催された。
  - 8月29日には、エディオンスタジアム広島で行われたJ1リーグ2ndステージ第9節サンフレッチェ広島vs名古屋グランパス戦においてコラボレーションイベント＆トークショーが開催された[41]。
  - 10月31日、11月1日には竹原市にて、「たまゆらの日2015」が開催された。なお、このイベント直前の10月27日に、ちも役の松来未祐が逝去しており（松来の訃報が公表されたのはイベント翌日の11月2日。なお、松来は呉市の出身であった）、一部出演者は松来の急逝を知っていたなか、このイベントに参加していた。
- 2016年
  - 4月10日には、横須賀芸術劇場にて「汐入卒業式〜ちひろちゃん、ともちゃん卒業おめでとう、なので〜」が開催された。
  - 4月24日には、照蓮寺にて「卒業トークイベント」、竹原高等学校にて「卒業式〜TAMAYURA Last Event〜」が開催された。